# Alexander Bengtsson
Bengt Alexander Bengtsson, född 10 april 1984 i Ölmevalla församling i Hallands län, är en svensk journalist, författare och debattör. 

## Biografi[förtydliga]
Alexander Bengtsson var i tonåren politiskt engagerad i Vänsterpartiets ungdomsförbund Ung Vänster, bland annat som lokal ordförande i Halland 2002 till 2004 och senare i Sundsvall. 2004 lämnade Bengtsson partiet. 
Han har arbetat på tidskriften Expo som reporter sedan 2002 fram till 2016. Han var även kursledare och utbildningsansvarig på stiftelsen Expo där han även från 2014 var vice VD. Han skrev tillsammans med Daniel Poohl boken Sverigedemokraterna har fel som gavs ut 2008 av Expo. Under 2014 var Alexander Bengtsson initiativtagare  till Tillsammansskapet som först var en del av Expo, men i december 2016 blev en fristående organisation. Han var förbundsordförande i Tillsammansskapet när Expo avslutade samarbetet den 1 december 2017 och lämnade själv Tillsammansskapet den 13 december 2017 på grund av sjukdom.
2023 antogs Bengtsson prästkandidat i Uppsala stift. Sedan 2023 arbetar han också som samtalscoach för den kristna organisationen Ankarstiftelsen. 
Bengtsson har även medverkat i Röd Press, Tidningen Broderskap, Magasinet Paragraf och Hallands Nyheter.  Bengtsson skriver återkommande för den ekumeniska kristna sajten Hela Pingsten och har tillsammans med den före detta journalisten tillika prästkandidaten Jennifer de Waard startat sajten Kapellet som beskrivs som ”en plattform för kristna, tvivlande och sökande”.
Han har uppträtt i poetry slam och blev halländsk mästare i SM 2007. Han har utgivit diktsamlingarna Det var någon som undrade om hur en hemkomst känns – en diktsamlingsdemo och Martin Svensson sjunger att alla gråter men det kan inte vara sant. I mars 2009 utkom diktsamlingen Det här är mitt Hiroshima. 2020 gav Bengtsson utan diktsamlingen ”Hemma från Hiroshima”. Han har sedan dess gett ut ett antal diktsamlingar och kortromanen ”Efter meningen med livet”.

## Utmärkelser
År 2007 mottog Bengtsson ett stipendium av stiftelsen Artister mot nazister om 25 000 kronor.